# Yuan Mei
Yuan Mei (Chinees: 袁枚; pinyin: Yuán Méi; 1716 — 1797) was een Chinese dichter, literatuurtheoreticus en schilder tijdens de Qing dynastie. Hij werd vaak genoemd met Ji Yun als de “Nan Yuan Bei Ji” (Chinees: 南袁北紀; letterlijk: ‘Yuan van het zuiden en Ji van het Noorden’).

## Leven
Yuan Mei werd geboren in Qiantang (錢塘, in modern Hangzhou), in de provincie Zhejiang in cultuurrijk gezin waarvan niemand een hoge positie bekleedde. In 1739 behaalde hij de hoge Jinshigraad. Daarna werd hij op zijn 23e benoemd op de Hanlin-academie (翰林院}. Van 1742 tot 1748, diende Yuan Mei als magistraat in vier verschillende provincies in Jiangsu. In 1748 gaf hij zijn post op en keerde terug naar zijn geboortestad om verder zijn literaire interesse te volgen.  
Yuan Mei schreef veel poëzie, maar ook over de literaire geschiedenis van het Chinees en hij schilderde. Zijn werken laten zijn interesse voor het bovennatuurlijke zien. Hij was geïnteresseerd in het Zen-Boeddhisme, en verwierp het Taoïsme en het institutionele boeddhisme. 
De poëzie van Yuan wordt omschreven als “duidelijk en elegant”. Zijn opvattingen over de dichtkunst, zoals uitgedrukt in zijn Suiyuan Shihua (隨園詩話), benadrukken het belang van persoonlijk gevoel en technische perfectie. Tussen zijn andere werk zijn verhandelingen over hoe examen te doen en  over voedsel.
Hij accepteerde studenten, waaronder vrouwen, wat uitzonderlijk was in zijn tijd. Hij bewonderde hun poëzie en hielp hen die onder hun eigen naam te publiceren. 
Gedurende zijn leven, reisde Yuan Mei, veel door Zuid-China en bewonderde de grote bergen daar. Soms hield hij daarover een (reis-)dagboek bij.

## Invloed op het Westen
Op 24 november 1912 dateerde Franz Kafka een brief aan Felice Bauer met daarin een afschrift uit een boek van Hans Heilman. Dat afschrift betrof een in het Duits vertaald gedicht van Yuan Mei (zie onder). Hierbij is het Chinese schrift (袁枚) nog vertaald met Jan-Tsen-Tsai. 
In 1956 publiceerde Arthur Waley zijn boek, getiteld, Yuan Mei. Dit betrof vooral biografische gegevens.
In december 2013 publiceerde J. D. Schmidt zijn boek Harmony Garden The Life, Literary Criticism, and Poetry of Yuan Mei (1716-1798). Hij gaat meer in op de poëzie en literare kritiek van Yuan Mei.

## Gedicht
In de koude nacht ben ik over mijn boek gebogen

de tijd om naar bed te gaan vergeten.

De parfums van mijn goud gestikte overtrek

zijn al verdampt, de kachel brandt niet meer.

Mijn lieve vriendin, die met moeite

haar toorn beheerste, trekt mijn lamp weg

En vraagt me: Weet je, hoe laat het is? 
- Bibliothèque nationale de France: cb148410396 (data)
- CiNii: DA00834971
- Gemeinsame Normdatei: 118896180
- International Standard Name Identifier: 0000 0000 8106 2406
- Library of Congress Control Number: n81062046
- Bibliotheek van het Japanse parlement: 00322757
- Nationale Bibliotheek van Tsjechië: js20020930008
- Nationale bibliotheek van Australië: 36730850
- Nationale Bibliotheek van Israël: 987007276145805171
- Nederlandse Thesaurus van Auteursnamen: 142047783
- Istituto Centrale per il Catalogo Unico: PALV044903
- LIBRIS: 103162
- SNAC: w690349f
- Système universitaire de documentation: 075436876
- Trove: 1438703
- Virtual International Authority File: 27240362
- WorldCat: E39PBJf4bGmJXXcGgcgdCKGvHC